# Lohhof (Parsberg)
Lohhof ist ein Gemeindeteil der Stadt Parsberg im Landkreis Neumarkt in der Oberpfalz.
Das Dorf liegt südöstlich der Kernstadt Parsberg an der Kreisstraße NM 32. Nördlich fließt die Schwarze Laber und verläuft die A 3.

## Baudenkmäler
In der Liste der Baudenkmäler in Parsberg ist für Lohhof ein Baudenkmal aufgeführt:
- Die Kapelle St. Maria aus dem Jahr 1849 ist ein giebelständiger Satteldachbau mit Putzgliederung.